# 하재용
하재용(1994년 1월 4일 ~ )은 대한민국의 마술사이다. 마술사 와 엔터테이너를 합친 합성어인 매직테이너라는 이름으로 활동하고 있다.

## 정보
마술사로써 독특한 이력을 갖고 있는데 2010년도부터 소프라노 조수미와 같은 소속사인 SMI엔터테인먼트에 소속되었으며 그 이후엔 배우 손태영 , 서동현 과 같은 소속사인 H8엔터테인먼트에 소속됐었다. 현재는 마술사 유호진, 에덴, 한설희, 박준우, DK와 같은 소속사인 플랫폼934 라는 소속사에 소속돼있다.
명품 패션 , 라이프스타일 ,트렌드로 패션계에서도 꽤나 큰 주목을 받고 있는 모습을 보이며 하재용의 인스타그램을 보면 엄청난 패션 센스를 자랑하고 있다.
에르메스 , 샤넬 , 루이비통 의 가방들을 여러 개 갖고 있으며, 본인의 인스타그램에 포르쉐 차량을 소유하고 있는 모습을 업로드한적이 있다.
카페와 맛집을 다니기, 골프, 여행이 취미라고 한다.
MBTI 는 ENTJ 라고한다.
일반적인 마술사와는 다른 연예인 마술사로 활동을 하고있으며 인스타그램을 보면 각종 연예계에 인맥이 두터운 것을 볼 수 있다. 또한 레드카펫 포토월에 참석한 기사도 많이 보인다. 얼마전 지금부터 쇼타임이라는 드라마에 출연하며 연기에도 도전중이라고 밝혔다.

2017년 10월에는 KT wiz 야구 팀의 시구를 했는데 마술시구를 선보여서 화제가 되었다.
대한민국에서 마술사가 시구를 한 경우는 하재용 을 포함해서 최현우, 데이비드 카퍼필드, 이은결 4명뿐이다.

## 학력
- 서울공연예술고등학교 연기과
- 서울예술대학교 연기과

## 수상 경력
- 2009 홍콩국제마술대회 관객상
- 2009 세계마술사협회 올해의 마술사상 (세계 최연소)
- 2012 방콕세계마술대회 멀린상
- 2012 방콕세계마술대회 R.I.C 스페셜 어워드
- 2012 세계마술사협회 공로상 (세계 최연소)

## 경력
- 세계마술사협회 I.M.S 정회원
- 2011 나눔과 기쁨 홍보대사
- 2015 두손 커뮤니티 홍보대사

## 출연

### 방송
- 2007년 OBS 공익광고
- 2011년 웅진씽크빅 생각쟁이
- 2011년 영화 나는 아빠다
- 2013년 EBS 교육 리포트 On
- 2014년 OBS 살맛나는 세상
- 2016년 아리랑TV Touch Q (고정)
- 2016년 MakeFan 하재용의 No Doubt (고정)
- 2016년 아리랑TV Tour vs Tour
- 2016년 Bnt매거진 패션화보촬영
- 2017년 SkyEnt 뷰티스카이 시즌2 (고정)
- 2017년 KTwiz 마술 시구
- 2017년 Mnet 지산 밸리록 페스티벌 소개 방송
- 2018년 에스콰이어 에스콰이어 하재용의 트렌드 매직쇼 (고정)
- 2019년 딩고 딩고라이프 하재용의 매직쇼 (고정)
- 2022년 MBC 지금부터 쇼타임!
- 2022년 유튜브 매직테이너 하재용의 매직인터뷰 진행중
- 2023년 영화 '투 하트' 출연
- 2024년 '아이들과 꿈' 홍보대사
- 2024년 하재용의 단독 마술 공연 '아웃오브프레임' 진행

### 공연
- 2012년 인천 하늘에서 과자가 내린다면 2개월 장기공연
- 2012년 하늘에서 과자가 내린다면 전국투어 80회
- 2013년 브로드웨이 아트홀 [하늘에서 과자가 내린다면]] 2개월 장기공연
- 2013년 하늘에서 과자가 내린다면 전국투어 80회
- 2015년 국내 최초 마술 쇼케이스 하재용의 Paradise
- 2019 삼성 매직테이너 하재용쇼
- 2019 캐딜락 신차발표회
- 2019 평창 더화이트호텔 매직테이너 하재용쇼
- 2019 용평리조트 매직테이너 하재용쇼
- 2019 박찬호 박찬호 장학재단 공연
- 2019 주한 이탈리아 상공회의소 공연